# Cardiotoxine

Epirubicin is een voorbeeld van een cardiotoxine.

Cardiotoxines zijn stoffen, meestal proteïnen, die de impulsgeleiding van het hart beïnvloeden. Dit kan leiden tot hartritmestoornissen of een hartstilstand.
Symptomen van cardiotoxinen zijn; uitputting, duizeligheid, hoge mate van transpiratie, ademhalingsmoeilijkheden, bloedcirculatiestoornissen en hartritmestoornissen.
Andere namen voor cardiotoxines zijn: cytotoxines, cobramines, membraan toxines en directe lytische factoren. Zij hebben een lytisch effect op vele cellen (lytisch betekent dat de cel uit elkaar klapt of 'lyseert', en dus kapotgaat), maar het hart is toch hun primaire doel.